# Marcin Biedermann
Marcin Biedermann (ur. 21 października 1864, zm. 26 czerwca 1915) – polski bankier, działacz narodowy, pośrednik polskiego obrotu ziemią w Wielkopolsce.
Przeciwdziałając wykupowi ziemi przez Komisję Kolonizacyjną skupował ziemię od Niemców (firma Drwęski-Langner), a następnie ziemię tę odstępował polskim spółkom parcelacyjnym. Wydawca poznańskiego tygodnika Praca.